# Caryomyia shmoo
Caryomyia shmoo är en tvåvingeart som beskrevs av Gagne 2008. Caryomyia shmoo ingår i släktet Caryomyia och familjen gallmyggor. Inga underarter finns listade i Catalogue of Life.